# Trichomanes cuneiforme
Trichomanes cuneiforme là một loài dương xỉ trong họ Hymenophyllaceae. Loài này được Forst. mô tả khoa học đầu tiên năm 1786.
Danh pháp khoa học của loài này chưa được làm sáng tỏ. 